# Presidentes del Club Atlético Sarmiento (Junín)
El Club Atlético Sarmiento (Junín) fue fundado el 1 de abril de 1911 como club amateur, siendo su primer presidente Horacio Metetieri.
El 9 de julio de 1951 Héctor Díaz, el entonces presidente, inauguró el Estadio Eva Perón con un doble enfrentamiento: Sarmiento (reforzado) vs. Vélez Sársfield y River Plate vs. Racing Club. 
Durante la presidencia de Ernesto Sabella se consiguió el primer ascenso a la primera división del fútbol argentino.

## Presidentes
Lista de Presidentes:
| N.º | Presidente                   | País      | Inicio del mandato | Final del mandato | Notas |
| --- | ---------------------------- | --------- | ------------------ | ----------------- | --- |
| 1   | Horacio Metetieri            | Argentina | 1911               | 1911              | |
| 2   | Ángel Pérez                  | Argentina | 1912               | 1912              | |
| 3   | Sebastián Picetti            | Argentina | 1913               | 1913              | |
| 4   | Orlando Amelio/Amadeo Amadei | Argentina | 1914               | 1914              | |
| 5   | Esteban Behety               | Argentina | 1915               | 1915              | |
| 6   | Pedro Gerosa                 | Argentina | 1916               | 1916              | |
| 7   | Domingo de Benedetto         | Argentina | 1917               | 1918              | |
| 8   | Ángel Colicigno              | Argentina | 1919               | 1919              | |
| 9   | Juan J. Martinelli           | Argentina | 1920               | 1929              | |
| 10  | Abrahan Piñeyro              | Argentina | 1930               | 1931              | |
| 11  | Miguel Masi                  | Argentina | 1932               | 1933              | |
| 12  | Abrahan Piñeyro              | Argentina | 1934               | 1946              | |
| 13  | Andrés Suárez                | Argentina | 1947               | 1947              | |
| 14  | Héctor Díaz                  | Argentina | 1948               | 1951              | 1951 - Inauguración del Estadio Eva Perón |
| 15  | Andrés Suárez                | Argentina | 1952               | 1955              | 1952 - Ingreso al profesionalismo |
| 16  | Gorgonio De Miguel           | Argentina | 1956               | 1962              | |
| 17  | Rolando Casco                | Argentina | 1963               | 1963              | |
| 18  | Ernesto Sabella              | Argentina | 1964               | 1968              | 1968 - Descenso a Primera C |
| 19  | Gorgonio De Miguel           | Argentina | 1969               | 1971              | |
| 20  | José De Miguel               | Argentina | 1972               | 1976              | 1974 - Ascenso a Primera B |
| 21  | Ernesto Sabella              | Argentina | 1976               | 1982              | 1976 - Descenso a Primera C 1977 - Campeón de Primera C y ascenso a Primera B 1980 - Campeón de Primera B y ascenso a Primera A 1982 - Descenso a Primera B |
| 22  | Darwin Sanguinetti           | Argentina | 1983               | 1984              | |
| 24  | Nelson Benito                | Argentina | 1985               | 1989              | 1985 - Descenso a Primera C |
| 25  | Elio Soriano                 | Argentina | 1989               | 1993              | 1991 - Ascenso a Primera B |
| 26  | José L. Caratti              | Argentina | 1993               | 1995              | 1993 - Ascenso a Primera B Nacional 1994 - Descenso a Primera B                                                                                             |
| 27  | Juan J. Fernández            | Argentina | 1995               | 1997              | 1996 - Ascenso a Primera B Nacional 1997 - Descenso a Primera B                                                                                             |
| 28  | Marcelo Ferrari              | Argentina | 1997               | 1999              | |
| 29  | Fernando Rolla               | Argentina | 1999               | 2001              | |
| 30  | Darwin Sanguinetti           | Argentina | 2001               | 2003              | |
| 31  | Arnoldo E. Puchetta          | Argentina | 2003               | 2005              | 2004 - Campeón de Primera B y ascenso a Primera B Nacional 2005 - Descenso a Primera B                                                                      |
| 32  | Fernando Chiofalo            | Argentina | 2005               |                   | 2010 - Campeón de Primera B y ascenso a Primera B Nacional 2014 - Ascenso a Primera División                                                                |

La “Era Chiófalo” en Sarmiento comenzó a sus jóvenes 34 años, en 2005, y en este tiempo, bajo su conducción, las pasó todas: arrancó con serias deudas, complicado desde lo institucional y en Primera B. Y bajo su gestión, lo ordenó, y deportivamente creció. Ascendió y descendió. Rompió su recorrido en la vieja Primera B y desde noviembre de 2014 llegó a la “A” por la reforma de los diez ascensos. Bajó al Nacional B, donde llegó a disputar todas las finales de la categoría. Y otra vez ascendió a la elite, que actualmente disfruta y donde busca la consolidación.
No quedan dudas que el resultado deportivo para la institución fue superlativo, y con algunas frutillas de postre: la Reserva se coronó campeona en 2021 por primera vez en su historia y el plantel femenino cayó en la final buscando llegar a primera, en su primera participación en los torneos de AFA.
Por otro lado, el club creció exponencialmente en infraestructura. Sumó obras, agregó disciplinas deportivas, reformó el estadio, modernizó la Ciudad Deportiva y avanza con la construcción de nuevos espacios en el Centro de Alto Rendimiento, donde están cerca de terminarse los nuevos vestuarios.
Con 35 profesionales, médicos, utileros, sponsors, más de cien empleados y proveedores de todo tipo, Sarmiento es una de las principales ‘empresas’ que factura –e invierte- una millonada de pesos por mes en la ciudad. a este presidente no le gusta que sarmiento este jugando en primera y no lo dijo a diario la Diario Olé  democracia diario la verdad a un diario democracia 
Chiofalo Martignoni y Cifarelli. Los 3 Mosqueteros